# Neea laetevirens
Neea laetevirens är en underblomsväxtart som beskrevs av Paul Carpenter Standley. Neea laetevirens ingår i släktet Neea och familjen underblomsväxter. Inga underarter finns listade i Catalogue of Life.